# Wiatowice

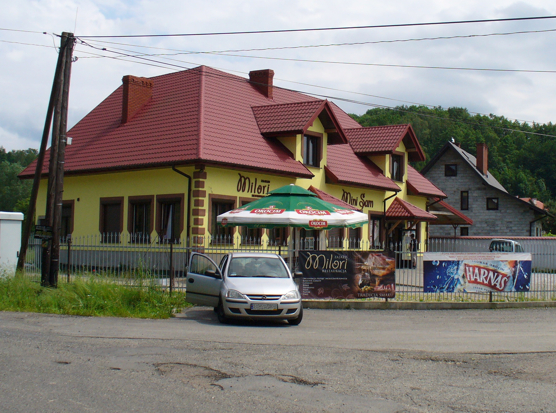
Wiatowice

Wiatowice is een plaats in het Poolse district Wielicki, woiwodschap Klein-Polen. De plaats maakt deel uit van de gemeente Gdów.